# Nhà ga lịch sử ở Katowice

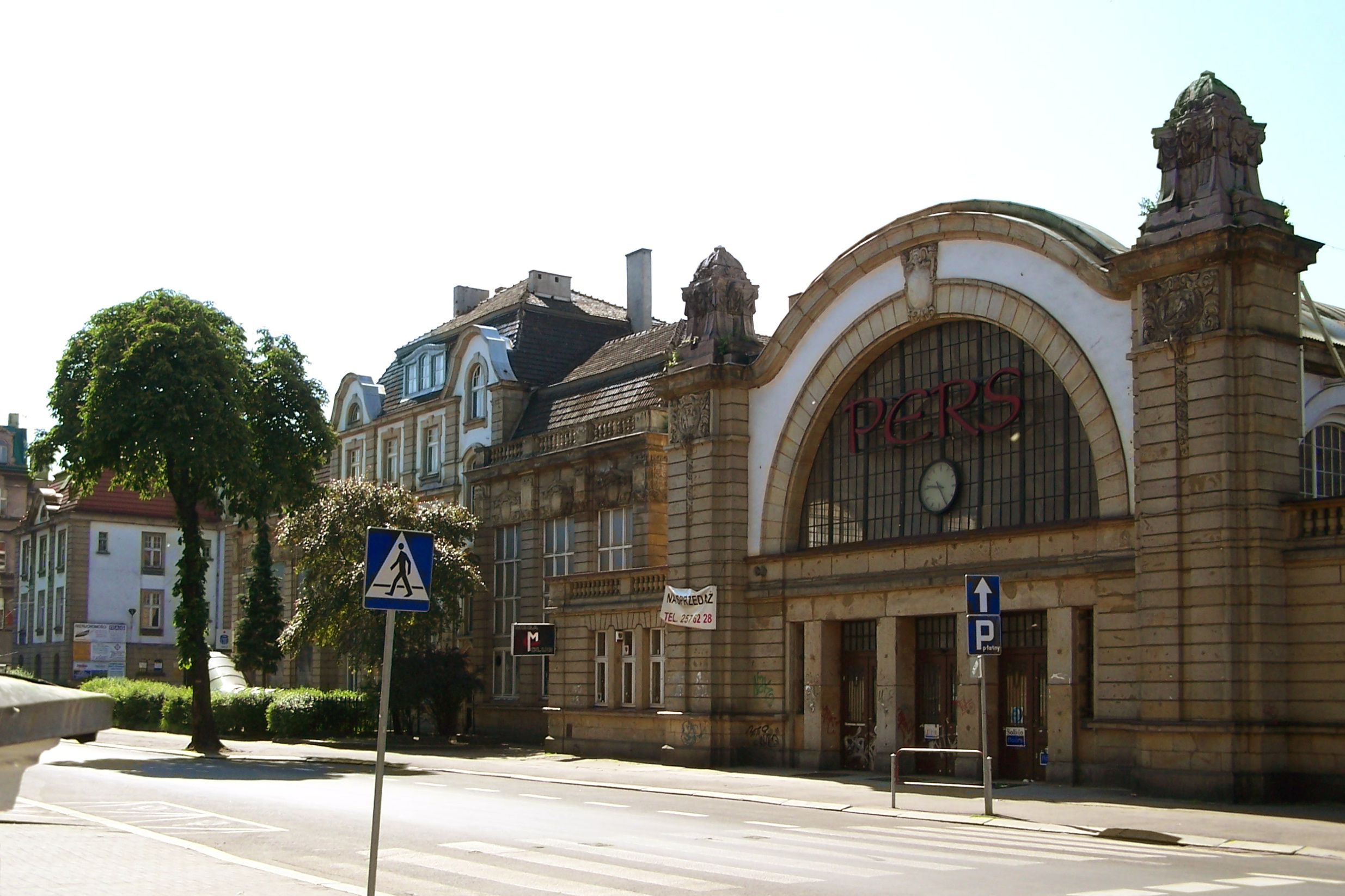
Nhà ga cổ ở Katowice

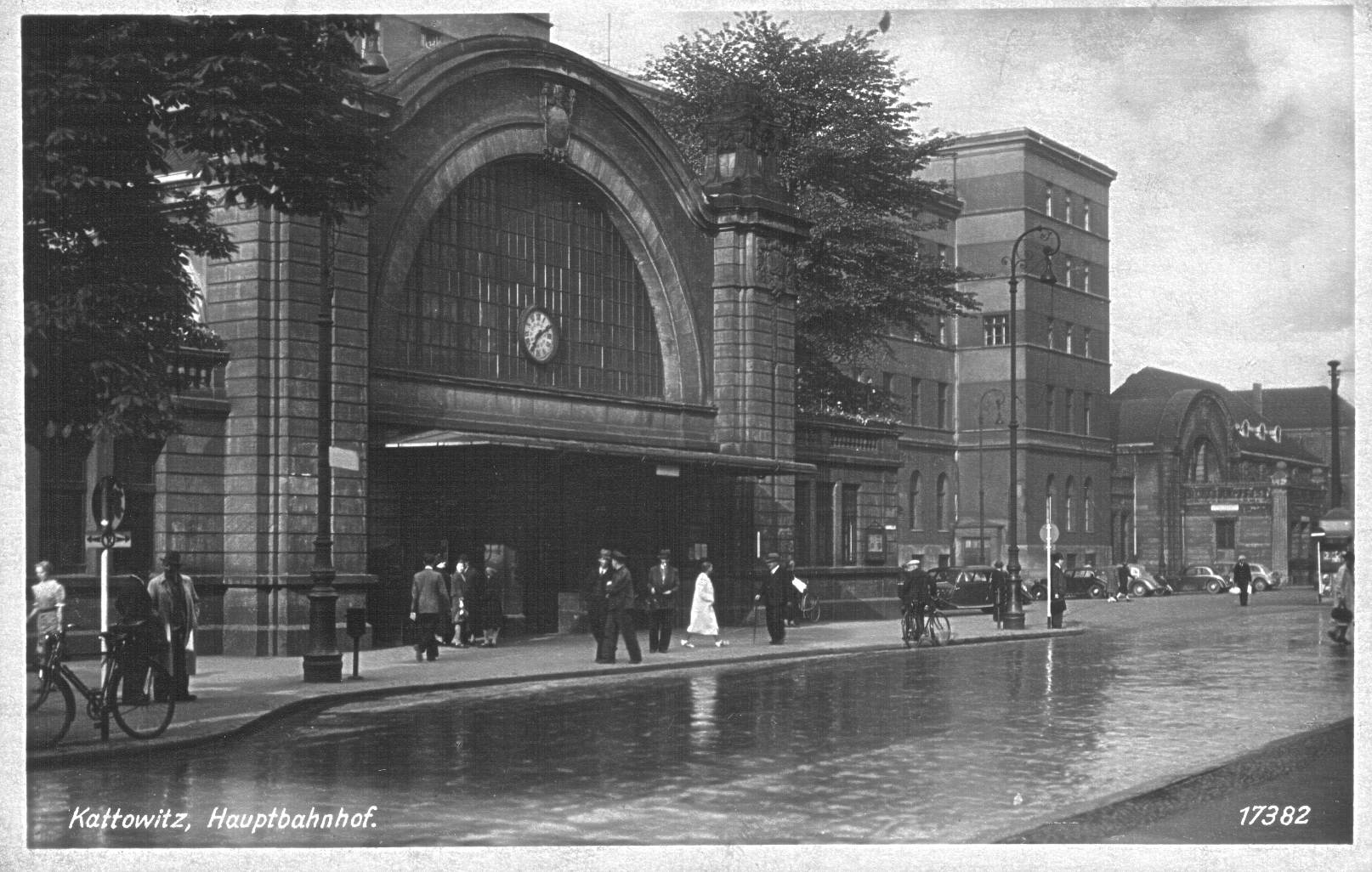
Bưu thiếp cũ về nhà ga cổ ở Katowice

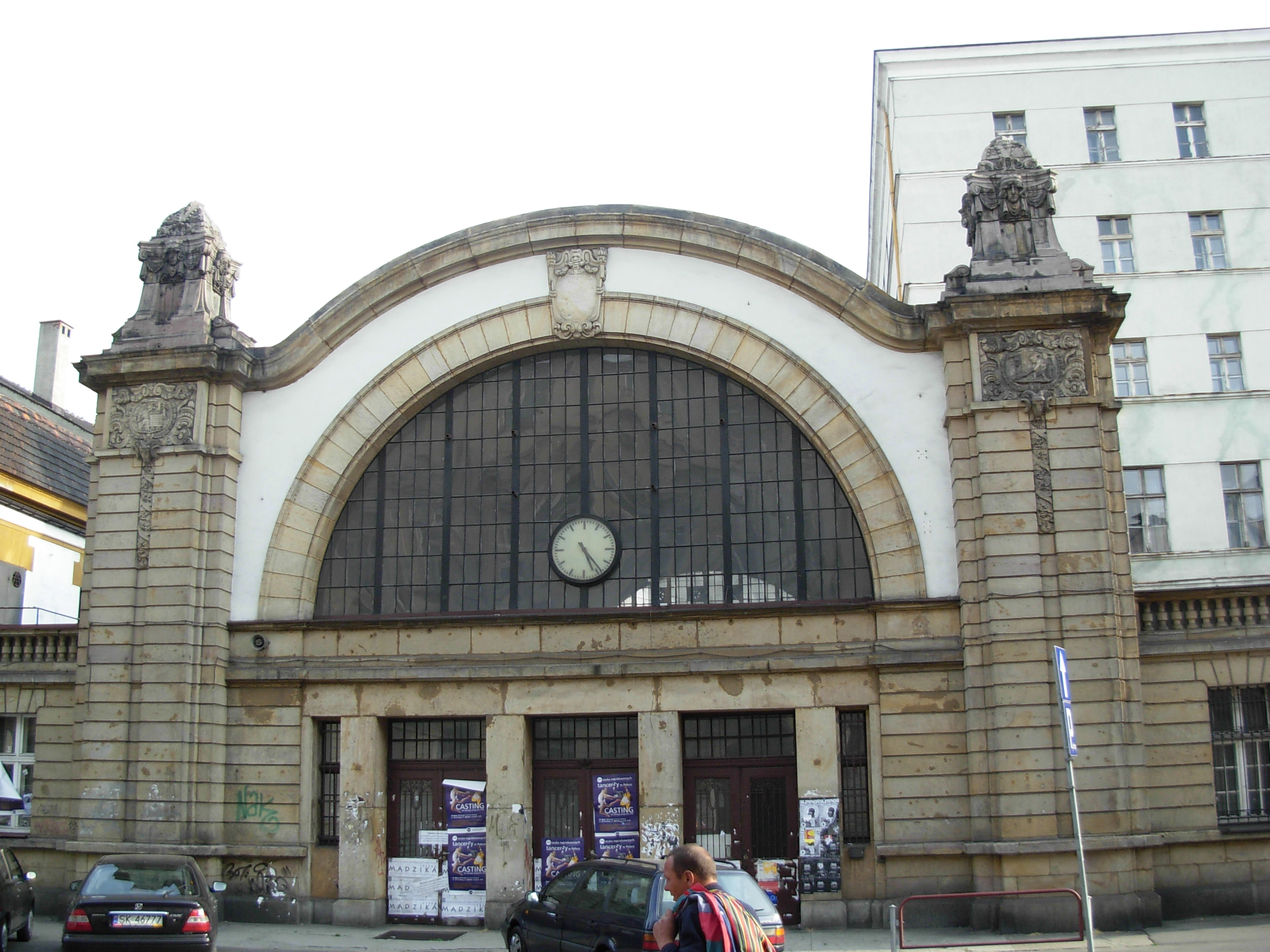
Nhà ga cổ ở Katowice

Nhà ga lịch sử ở Katowice là ga xe lửa chính ở Katowice, nằm ở vùng Silesia của Ba Lan ngày nay. Được xây dựng năm 1859 và tái thiết lại một vài lần, nhà ga được đánh giá là cũ kỹ sau Chiến tranh thế giới thứ hai, vào năm 1972, nhà ga bị dừng hoạt động và được thay thế bằng Ga xe lửa Katowice mới. Ba năm sau, nơi này được tuyên bố là một Di tích Quốc gia. Nhà ga cũ bị phá hủy một phần và thuộc sở hữu của một nhà phát triển tư nhân có kế hoạch cải tạo các tòa nhà cũ và phát triển khu phức hợp thành một trung tâm đa chức năng.
Nhà ga là sự pha trộn của Tân cổ điển và phong cách kiến trúc đổi mới lịch sử và được mô tả là "một trong những nhà ga hấp dẫn của Châu Âu xét về khía cạnh kiến trúc".

## Lịch sử
Tuyến Đường sắt Upper Silesian (Oberschlesische Eisenbahn, OSE), do Công ty Đường sắt Upper Silesian vận hành, là tuyến đường sắt đầu tiên của Ba Lan ngày nay. Năm 1842, tuyến đường sắt này được mở rộng từ Wrocław qua Oława đến Brzeg. Trong những năm sau đó, tuyến đường này được mở rộng đều đặn đến Katowice và Mysłowice vào năm 1846. Không lâu sau đó, vào năm 1848, OSE đã kết nối với Tuyến đường sắt Kraków - Upper Silesian Railway của Áo và tuyến đường sắt Warszawa - Viên quốc tế.
Ga xe lửa tại Katowice mở cửa đón khách ngày 7 tháng 10 năm 1846. Ban đầu, nhà ga chủ yếu được sử dụng là điểm bảo trì và tiếp tế cho các đoàn tàu đi qua; Katowice lúc đó chỉ đơn giản là địa điểm thuận tiện trên đường đi Mysłowice và để các tuyến đường sắt khác kết nối vào. Nhưng Katowice sớm phát triển thành điểm quan trọng nhờ vào sự hiện diện của nhà ga. Với Nhà máy thép Baildon và một vài mỏ than được mở rộng và tận dụng lợi thế của nhà ga, Katowice nhanh chóng trở thành một trong các thành phố quan trọng của Upper Silesia, nhận được các quyền lợi thành phố vào năm 1865. Thành phố tiếp tục mở rộng thêm, trở thành thủ phủ của Khu tự trị Silesian Voivodeship của Đệ Nhị Cộng hòa Ba Lan trong hậu quả của Chiến tranh Thế giới thứ nhất. Nhà ga Tân cổ điển tiêu biểu được hoàn thành năm 1859, phát triển cùng với thành phố, nhanh chóng mở rộng, nhất là diện tích, vượt ra ngoài mục đích nhỏ bé ban đầu của nó.
Gần cuối thế kỷ 19, nhà ga được chia thành nhà ga hành khách nằm ở khu vực lịch sử, và nhà ga hàng hóa mới tại địa điểm của Ga xe lửa Katowice hiện nay. Mở rộng và tái thiết lớn theo phong cách đổi mới lịch sử hoàn thành năm 1906 - thời điểm thường được coi là năm hoàn thành nhà ga. Danh mục di tích của Ba Lan cũng xác định ngày tháng của nhà nhà ga vào năm đó, nhưng các tài liệu tham khảo khác lại ghi nhận năm 1908 là năm tái xây dựng.
Nhà ga hành khách, một tầng gốc với hai tầng avant-corps (tạm dịch: phần nhô ra ngoài) được nâng lên thành ba tầng. Hai bên của tòa nhà nhà ga được xây dựng, là phần được mở rộng và xây dựng lại những năm 1920. Tòa nhà chính được bộ phần hành chính sử dụng trong khi các nhà ga bên hông kết hợp với ke ga được sử dụng phục vụ hành khách. Các nhà ga đủ rộng để cung cấp các dịch vụ bổ sung như các cửa hàng thương mại cho đến các cơ sở thể thao. Tính đến năm 1912, nhà ga có tổng cộng 7 ke ga.
Sau Chiến tranh thế giới thứ hai, nhà ga được đánh giá là cũ kỹ lỗi thời, chủ yếu là do cách bố trí không hiệu quả của các ke ga. Việc xây dựng nhà ga mới bắt đầu trong những năm 1950, và nhà ga cũ bị đóng cửa năm 1972 - năm mà nhà ga mới mở cửa đón khách. Nhà ga cũ được xếp hạng di tích năm 1975, đưa vào Sổ Đăng ký Di tích Quốc gia dưới số hiệu "A - 1218/75". Sau đó, nhà ga xe lửa cũ rơi vào tình trạng ọp ẹp. Bị hư hỏng một phần, nhà ga được sở hữu bởi một nhà phát triển tư nhân từ sau năm 2007 với kế hoạch cải tạo các công trình của nhà ga và phát triển khu phức hợp thành một trung tâm đa chức năng. Việc tái xây dựng bị trì hoãn nhiều lần, gây phiền hà cho người dân Katowice. Tình trạng hư hỏng của tòa nhà lịch sử này là một trong những vấn đề gây tranh cãi trong lịch sử đương đại của Katowice, đưa đến việc liên tục đưa tin về các cuộc biểu tình không thường xuyên của những người dân có liên quan.